# Bazoches-sur-Guyonne
Bazoches-sur-Guyonne är en kommun i departementet Yvelines i regionen Île-de-France i norra Frankrike. Kommunen ligger i kantonen Montfort-l'Amaury som tillhör arrondissementet Rambouillet. År 2022 hade Bazoches-sur-Guyonne 697 invånare.

## Befolkningsutveckling
Antalet invånare i kommunen Bazoches-sur-Guyonne
| Referens: INSEE |